# Ligota Toszecka (przystanek kolejowy)
Ligota Toszecka – przystanek osobowy w miejscowości Ligota Toszecka, w województwie śląskim, w powiecie gliwickim, w gminie Toszek, w Polsce.

## Ruch pasażerski
| Rok  | Wymiana pasażerska na dobę |
| ---- | -------------------------- |
| 2017 | 20-49                      |
| 2022 | 20-49                      |